# Дреген
Дреген (англ. Dregen; настоящее имя Андреас Тайрон Свенссон, англ. Andreas Tyrone Svensson; 12 июня 1973, Несшё) — шведский гитарист, вокалист и автор песен, наиболее известный как гитарист и один из основателей шведских рок-групп Backyard Babies и The Hellacopters.

## Биография
В 1987 году в Несшё, вокалист/басист Тобиас «Тоббе» Фишер, гитаристы Андреас Тайрон Свенссон, взявший себе псевдоним «Дреген», Юхан Блумквист а также барабанщик Педер Карлссон создают группу Tyrant, игравшую хеви-метал Все участники были школьными приятелями и их возраст не превышал 15 лет. Tyrant отыграли несколько шоу в местных клубах и в 1989 году записали сырое демо. Вскоре Тоббе был заменён Нике Боргом, взявшим на себя роль вокалиста и ритм-гитариста, а Блумквист переключился на бас. В том же году Tyrant меняют название на Backyard Babies и в 1990 году записывают шестипесенное демо. В 1991 году выходит ещё одно демо Bite & Chew, позволившее группе перейти на новый уровень: на песню «God’s Favourite» был снят видеоклип, а «Something to Swallow» была перевыпущена на одноимённом мини-альбоме. В этот период Backyard Babies обретают собственное звучание, их песни представляет собой смесь хард-рока и гаражного панка с вкраплениями блюза и слиз-рока. После выпуска Something to Swallow группа отправляется в национальный тур по Швеции.
В 1993 году Backyard Babies подписывают контракт со шведским лейблом Megarock Records. В 1994 году на нём выходит дебютный альбом Diesel and Power. После совместного тура с Demolition 23, состоящих из бывших участников Hanoi Rocks, и короткого тура в качестве хэдлайнеров в 1995 году, во время которого были сыграны новые песни, оставшиеся невыпущенными, группа берёт отпуск на неопределённое время.
В том же 1994 году Дреген совместно с барабанщиком Entombed Нике Андерссоном создаёт группу The Hellacopters, играющую гаражный рок, и в которой Андерссон является гитаристом и основным вокалистом . Дебютный альбом The Hellacopters Supershitty to the Max!, выпущенный в 1996 году, выигрывает шведскую премию Грэмми. Летом 1997 года The Hellacopters разогревают Kiss во время их скандинавской части тура. А в октябре того же года выходит второй альбом Payin' the Dues.
В конце 1997 года Дреген принимает решение уйти из The Hellacopters и полностью сосредоточиться на Backyard Babies. Оставшись с бывшими коллегами по Hellacopters в дружеских отношениях.
В 1998 году Backyard Babies выпускают второй альбом Total 13, получивший хорошие отзывы и выигравший шведскую Грэмми.
В 1999 году Дреген, Никке Андерссон и фронтмен английской группы The Wildhearts Джинджер решают создать сайд-проект Supershit 666. В том же году выходит их мини-альбом Super$hit 666, в записи которого приняли участие члены Backyard Babies Нике Борг и Педер Карлссон. Supershit 666 не дали ни одного концерта из-за плотного графика всех его участников.
В 2001 году выходит альбом Backyard Babies Making Enemies is Good, снова получивший Грэмми. Группа отправляется на гастроли и разогревает AC/DC во время европейской части их тура. После выпуска альбомов Stockholm Syndrome, People Like People Like People Like Us, Backyard Babies и сборника Them XX, подводящего итог 20-летней карьеры группы, Backyard Babies в 2010 году отправились в юбилейный тур, после чего взяли бессрочный отпуск.
В мае 2011 года Дреген присоединился к группе Майкла Монро, заменив Джинджера.
В июле 2011 года Дреген приступил к работе над его первым сольным альбомом.
22 сентября 2013 года выходит предваряющий альбом сингл «Just Like That», а 25 сентября 2013 года на лейбле Universal Music выходит альбом Dregen, при записи которого ему помогал Нике Андерссон. В ноябре того 2013 года выходит второй альбомный сингл «Flat Tyre on a Muddy Road». Осенью 2013 года Дреген выпустил автобиографическую книгу Dregen.
В декабре 2013 года Дреген отправляется в тур в поддержку альбома, на некоторых выступлениях которого его сохэдлайнером был Нике Андерссон со своим проектом Imperial State Electric, также выпустивший новый альбом. В связи с этим, в группу Майкла Монро на замену ему берут Рича Джонса из групп Amen и The Black Halos. Однако, Дреген даёт несколько выступлений в составе группы Монро и несколько у него на разогреве.
В мае 2014 года, Backyard Babies сообщают, что отправляются в студию для записи нового материала.

## Личная жизнь
Дреген женат на шведской певице Пернилле Андерссон. 4 февраля 2013 года у них родился сын Сикстен.

## Дискография
Backyard Babies
- Diesel & Power (1994)
- Total 13 (1998)
- Making Enemies Is Good (2001)
- Stockholm Syndrome (2003)
- People Like People Like People Like Us (2006)
- Backyard Babies (2008)
- Four by Four  (2015)

The Hellacopters
- Supershitty to the Max! (1996)
- Payin' the Dues (1997)

Supershit 666
- Supershit666 (1999)

Dregen and Tyla
- The Poet & The Dragon (2004, гитара)

Midlife Crisis
- Ask Not What You Can Do for Your Country... (2004)
- Cranked Up Really High (2008, EP)
- 3rd Crisis EP (2011)

#### Michael Monroe
- Horns And Halos (2013)

Сольные альбомы
- Dregen (2013)

Гостевое участие
- 2001 Infinite Mass - Bullet (гитара)
- 2003 Wilmer X - Lyckliga Hundar (гитара, бэк-вокал)
- 2004 Kurt-Sunes Med Helveteshundarna - (Komma Ut Ur Machen) Nu! (гитара)
- 2008 Timbuktu - Tack för kaffet (гитара, вокал)
- 2010 Imperial State Electric - Imperial State Electric (гитара, бэк-вокал)

## Инструменты и оборудование
Гитары
- Gibson ES-335 - Goldtop finish and Classic 57 bridge and neck pickups.
- Gibson ES-335 - Cream white finish, Lundgren bridge pickup and Classic 57 neck pickup.
- Gibson ES-335 - Black finish, DiMarzio Super Distortion bridge pickup and Classic 57 neck pickup.
- Sundberg S-J2 acoustic - Luthier built with custom skull inlays.

Эффекты
- Jim Dunlop Cry Baby
- MXR MC-401 Boost

Усилители
- Fender Super Sonic Heads through 4x12" Fender cabinets - используется на концертах с 2009 года.
- Fender Bassman Heads modified by Tommy Folkesson through 4x12 Marshall cabinets - использовался на концертах до 2009 года.
- Fender Prosonic - используется на поздних записях.